# Ánimos Parrec
Ánimos Parrec és una banda de rock and roll del Pla de Mallorca, formada per Julià Picornell com a guitarrista i vocalista, Joan Font com a baixista i vocalista, Biel Joan Bauzà com a guitarrista i Guillem Portell com a bateria. Van debutar el 2023 amb l'àlbum d'estudi Cançons velles, cançons urgents i van publicar el seu segon treball d'estudi, En terra s'aturen, un any després.
Els orígens d'Ánimos Parrec es remunten a Sa Sini Band, un grup de versions de Sant Joan que va tocar per bars i places durant 15 anys. Quan el Mobofest els va incitar a fer temes propis perquè poguessin tocar al festival, els membres de Sa Sini es van embarcar en el projecte d'Ánimos Parrec. El nom de la banda és una expressió popular de Sant Joan, que data dels anys 50: a un individu del poble, Parrec de malnom, sovint li pegaven cridant-li ánimos, Parrec!
La banda ha tengut molt bona rebuda entre el públic i la crítica. En terra s'aturen va ser escollit per la crítica com a «Millor disc revelació» als Premis Enderrock 2024 de la Música Balear.

## Discografia

### Àlbums
- Cançons velles, cançons urgents (2023). Autoeditat.
- En terra s'aturen (2024). Autoeditat.

### Senzills
- Veniu a es pla (2023)
- Ses fites netes (2023)
- Es turisme mos va salvar (2023)